# Свобода, Мартин
Мартин Свобода (чеш. Martin Svoboda; род. 26 апреля 1975, Прага) — чешский гребной рулевой, выступавший за сборные Чехословакии и Чехии по академической гребле в первой половине 1990-х годов. Победитель и призёр первенств национального значения, участник летних Олимпийских игр в Барселоне.

## Биография
Мартин Свобода родился 26 апреля 1975 года в Праге.
Впервые заявил о себе в академической гребле на международном уровне в сезоне 1991 года, когда в качестве рулевого вошёл в состав чехословацкой национальной сборной и выступил на юниорском мировом первенстве в Баньолесе, где в зачёте распашных рулевых двоек стал пятым.
Благодаря череде удачных выступлений удостоился права защищать честь страны на летних Олимпийских играх 1992 года в Барселоне. Совместно с гребцами Яном Кабргелом, Рихардом Крейчим, Петром Батеком и Иво Жеравой занял последнее место на предварительном квалификационном этапе и неудачно выступил в дополнительном отборочном заезде, попав в утешительный финал В, где в конечном счёте финишировал четвёртым. Таким образом, в итоговом протоколе распашных рулевых четвёрок закрыл десятку сильнейших.
После барселонской Олимпиады Свобода ещё в течение некоторого времени оставался действующим рулевым и продолжал принимать участие в крупнейших международных регатах. Так, в 1993 году он представлял Чехию в четвёрках на юниорском мировом первенстве в Норвегии — расположился в итоге на шестой строке.
В 1995 году в восьмёрках выиграл серебряную медаль на молодёжном Кубке наций в Гронингене.